# Germán Viveros Maldonado
Germán Viveros Maldonado  (Ciudad de México, 29 de junio de 1937 - ) es un filólogo, traductor, catedrático, investigador y académico mexicano. Se ha especializado en el estudio de la literatura griega y literatura latina.

## Estudios y docencia
Realizó estudios de filología clásica en la Universidad Nacional Autónoma de México (UNAM), obtuvo una maestría en 1958. De 1961 a 1962, realizó estudios de posgrado en la Universidad Complutense de Madrid. En 1975 obtuvo un doctorado en la UNAM. Ha impartido clases de idioma griego, latín, literatura griega, literatura latina y gramática histórica española. De 1965 a 1972, fue director de la Escuela de Altos Estudios de la Universidad de Sonora. Ha impartido clases en la Facultad de Filosofía y Letras de la UNAM. De 1975 a 1986, fue coordinador del Centro de Estudios Clásicos, de 1980 a 1984 fue coordinador del Posgrado en Letras Clásicas, de 1990 a 1991 fue secretario académico de la Coordinación de Humanidades y de 1995 a 1999, fue consejero universitario. Ha colaborado para El Colegio de Michoacán, la Universidad Iberoamericana, la Benemérita Universidad Autónoma de Puebla, en la Universidad Tecnológica de León, El Colegio de Sinaloa, la Universidad Tecnológica de la Sierra Hidalguense, la Universidad Autónoma de Zacatecas, la Universidad Panamericana, la Universidad de las Américas de Puebla, la Universidad Autónoma Metropolitana, la Universidad de Montpellier y la Universidad de Perpignan.

## Investigador y académico
Fue fundador de la revista Nova Tellus.  Ha sido investigador del Instituto de Investigaciones Filosóficas desde su fundación en 1973, de El Colegio de Michoacán durante 1986, de la Biblioteca Nacional de México en 1958, 1959 y 1970, y del Archivo General de la Nación en 1963 y 1970. 
Es miembro del Seminario de Cultura Mexicana desde el 20 de mayo de 2008, su discurso de ingreso estuvo basado en su obra Loas populares mexicanas siglo XIX. Es investigador nivel III del Sistema Nacional de Investigadores. Es miembro de la Asociación Mexicana de Investigación Teatral y de la Asociación Mexicana de Estudios Clásicos. El 13 de octubre de 2011 fue elegido miembro de número de la Academia Mexicana de la Lengua para ocupar la silla XX, fue propuesto por José G. Moreno de Alba, Tarsicio Herrera Zapién y Mauricio Beuchot.

## Premios y distinciones
- Reconocimiento por trabajo docente en la Facultad de Filosofía y Letras de la UNAM en 2002.
- Jurado del Premio Nacional de Ciencias y Artes en 2002.
- Reconocimiento por El Colegio de Sinaloa en 2003.
- Investigador Emérito del Instituto de Investigaciones Filosóficas de la UNAM desde 2007.

## Obras publicadas
- Comedias de Terencio, traducción (1975).
- Sátiras de Persio, (1977).
- Teatro latino, (1985).
- Loas populares mexicanas del siglo XIX
- Hipocratismo en México: siglo XVI al XVIII, (1994).
- Manifestaciones teatrales en Nueva España, (2005).
- Teatro dieciochesco de Nueva España (1990).
- Talía novohispana. Espectáculos, temas y textos teatrales dieciochescos, (1996).
- Tragedias de Séneca, traducción (1998).